# Кашкаров (хутор)
Кашкаров — упразднённый хутор в Черноярском районе Астраханской области. Входил в состав Старицкого сельсовета. Исключен из учётных данных в 1998 году.

## География и климат
Располагался в зоне полупустыни, на острове Верхний Воловий, на левом берегу рукава реки Волга — Старая Волга, в 7,5 километрах (по прямой) к северо-востоку от села Старица, центра сельского поселения. На некоторых тоографических картах обозначался как Кашкарово.

## История
Принт в учёте в составе Старицкого сельсовета в 1951 году. Исключен из учётных данных законом Астраханского облсобрания от 10 ноября 1998 года № 41.